# Елагин дворец
Ела́гин дворе́ц — летний императорский дворец на Елагином острове в Санкт-Петербурге. Названный Елагиным по имени своего первого владельца, он так и сохранил это название, несмотря на периодическую смену хозяев. Дворец также называют Елагинским или Елагиноостровским.

## Строительство
Имя архитектора, построившего для И. П. Елагина дом в палладианском стиле, достоверно неизвестно. Некоторые историки предполагают авторство Дж. Кваренги. Первоначальный облик виллы на островах не сохранился.
В начале XIX века остров был выкуплен Александром I для своей матери императрицы Марии Фёдоровны, которой было уже тяжело ездить в царские загородные резиденции Павловска и Гатчины. В 1818 году началась перестройка дворцового комплекса, решение этой задачи Александр I поручил председателю Комитета строений и гидравлических работ А. Бетанкуру. Для претворения задуманного Бетанкур создает специальную комиссию, в которой главным архитектором Елагина острова назначается К. И. Росси.
К. Росси возвел на острове сразу несколько зданий: кроме перестройки увенчанного куполом трехэтажного дворца, там было выстроено три дополнительных павильона, а также Кухонный и Конюшенный корпуса. Оформлением внутренних помещений дворца и павильонов занимались самые известные в то время скульпторы — С. С. Пименов и В. И. Демут-Малиновский — и художники-декораторы — Д. Б. Скотти, А. Виги и Б. Медичи.
Овальный зал дворца был украшен кариатидами и ионическими полуколоннами, купол расписан причудливым орнаментом, а стены в большинстве помещений дворца облицованы искусственным мрамором (стюком). В одной из комнат был использован стюк чисто-белого цвета, внешне очень похожий на фарфор, из-за чего комната была названа Фарфоровым кабинетом. Мраморные стены других помещений художники расписали цветами, орнаментами и сценами из античной мифологии, а на потолках изобразили группы резвящихся купидонов.
Особенно восхищали вдовствующую императрицу и её гостей двери на первом этаже Елагина дворца, оформлением которых занимался сам Росси. Каждая из двадцати с лишним дверей является настоящим произведением искусства: двери облицованы ценными породами дерева с тонкой позолоченной резьбой. Дверь кабинета Александра I на втором этаже была отделана украшениями из бронзы. За изысканное и совершенное оформление дверей, декор которых не повторялся, Елагин дворец называли «дворцом дверей».

## Последующая история

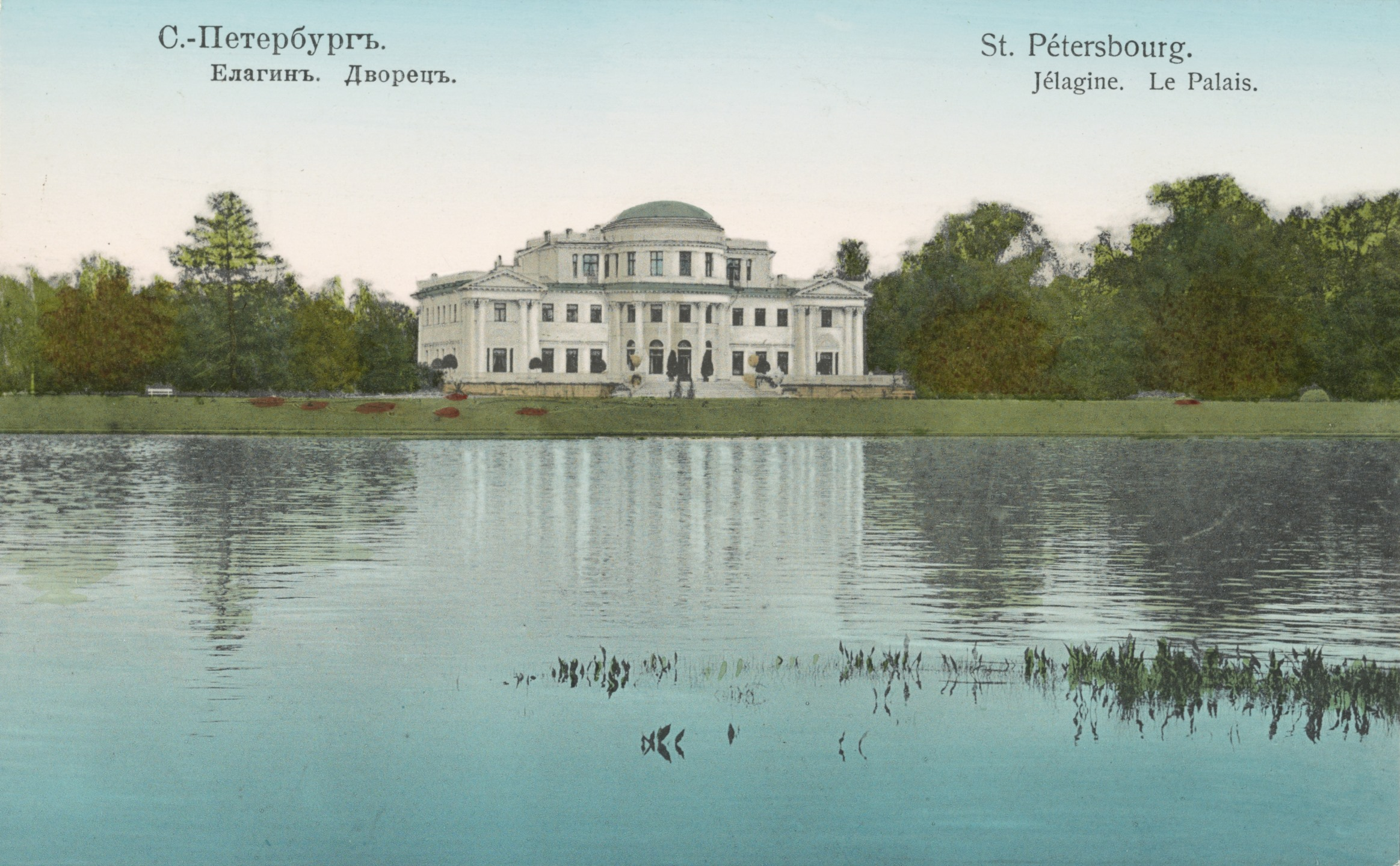
Елагин дворец в начале XX века

После смерти Марии Федоровны Елагин дворец постепенно превратился в «запасную» царскую резиденцию, которую императоры не слишком жаловали своим вниманием. В начале XX века Елагин дворец «понизили» в ранге — из царской резиденции он превратился в место отдыха премьер-министров России. В нём успели побывать С. Ю. Витте, П. А. Столыпин, В. Н. Коковцов и И. Л. Горемыкин.
После революций 1917 года Елагин дворец получил статус музея — в нём был открыт Музей быта. В Петербурге подобных музеев было очень много в начале века, но вскоре большинство из них были закрыты или превращены в другие культурные или общественные учреждения.

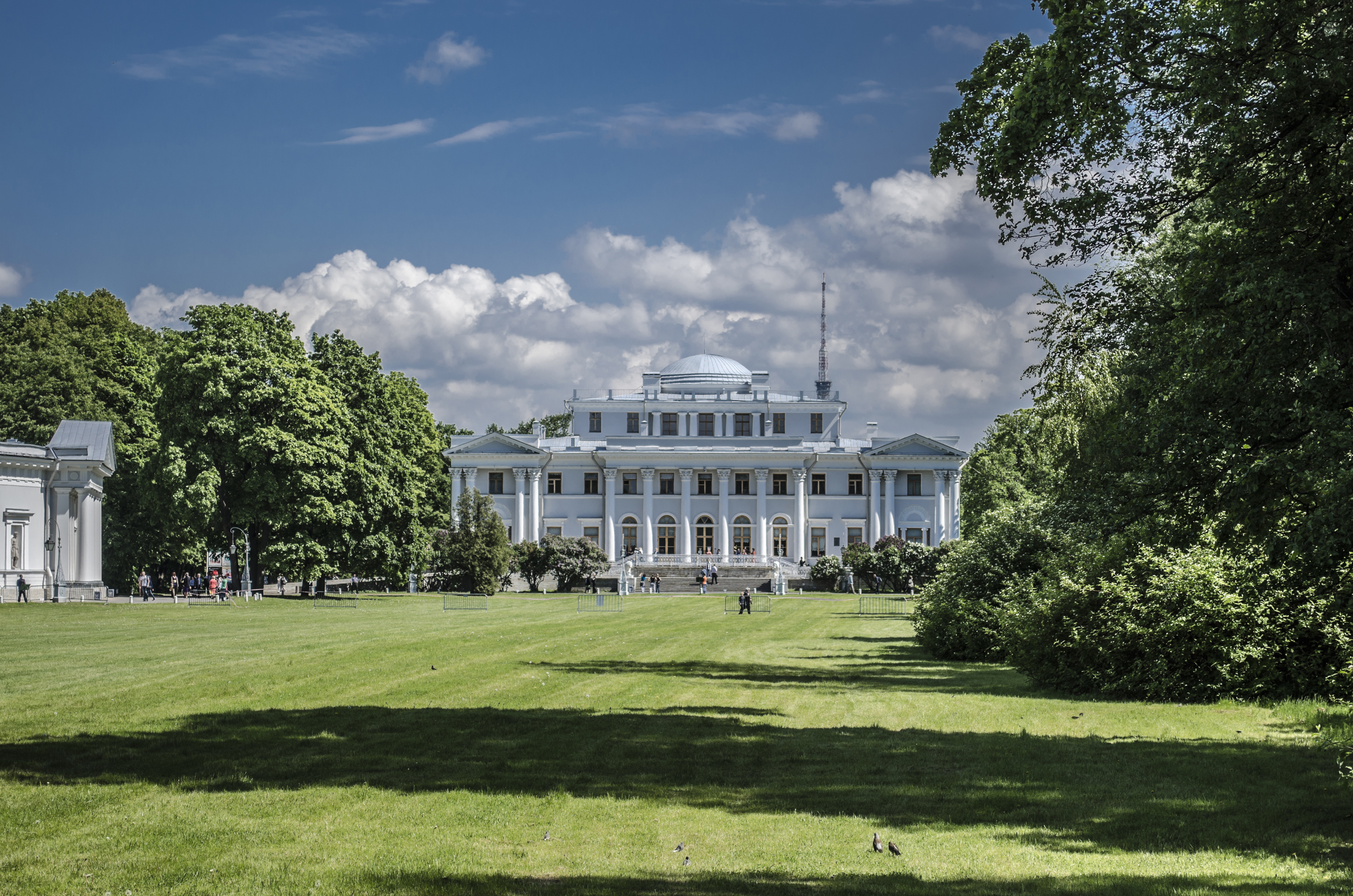
Елагин дворец

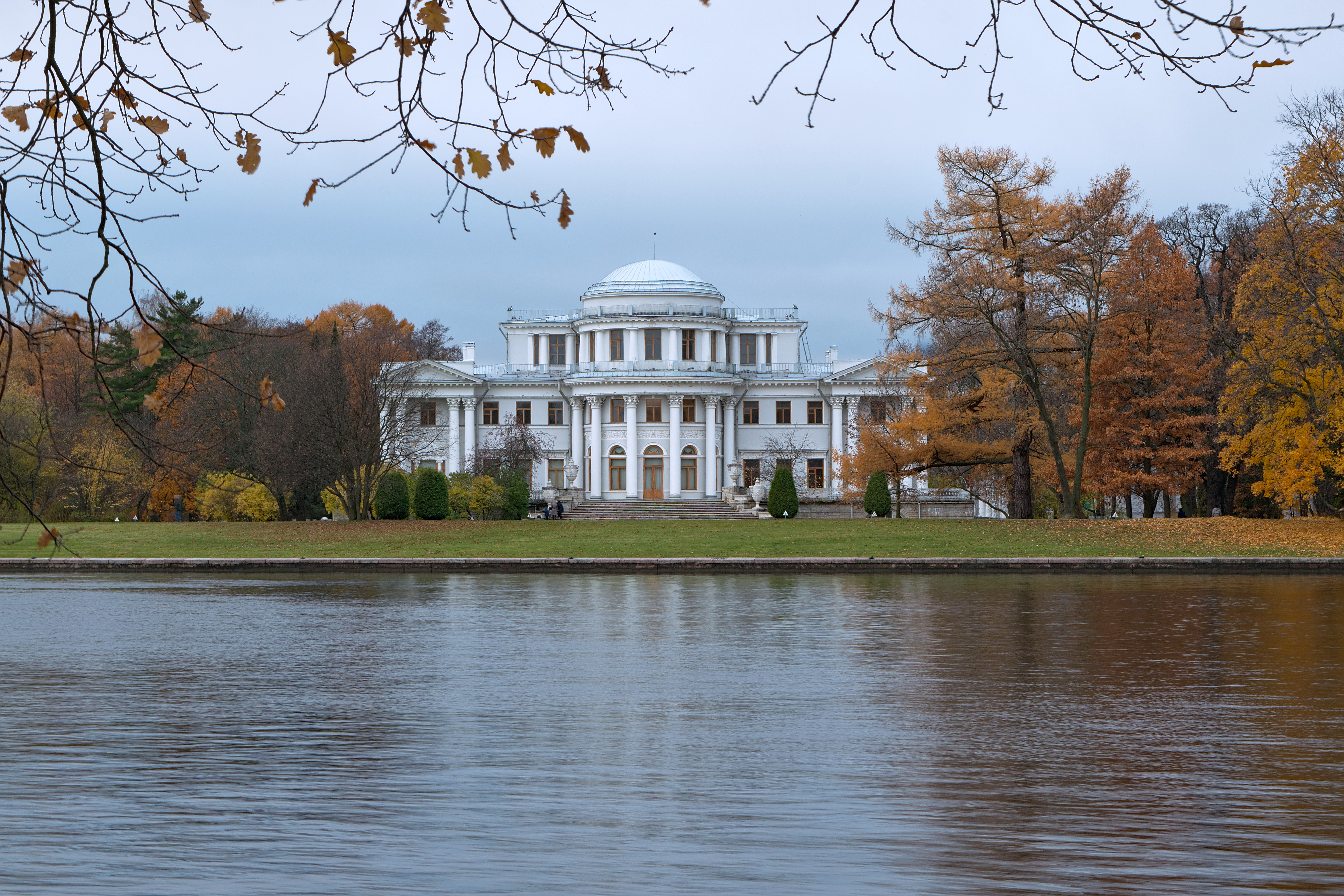
Елагин дворец, восточный фасад

Это произошло и с Елагиным дворцом, в котором был организован культурно-воспитательный центр, а лучшие экспонаты расформированной музейной коллекции были переданы в Эрмитаж, Русский музей и пригородные дворцы-музеи.
Во время Великой Отечественной войны дворец был сильно разрушен — один из снарядов, попавший в дымоход, привел к пожару. Сразу же после победы архитектор В. М. Савков начал подготовку дворца к реставрации, собрав вместе уцелевшие куски мрамора и фрагменты лепных украшений и росписи. По этим фрагментам и эскизам впоследствии была восстановлена отделка внутренних помещений Елагина дворца.
Отреставрированный в 1960 году под руководством архитектора М. М. Плотникова, Елагин дворец вновь стал музеем, в котором разместились коллекции художественного стекла и фарфора, а также вышивки и изделия из дерева и металла. В начале перестройки, когда был закрыт Музей ленинградского художественного стекла, коллекция его экспонатов была также передана Елагиноостровскому музею.
В Елагином дворце также проводились различные временные выставки произведений искусства и устраивались развлекательные мероприятия в стиле разных эпох — петровской, елизаветинской или екатерининской. Перед Елагиным дворцом, на территории Центрального парка культуры и отдыха (ЦПКиО), для туристов организовывались пикники и фуршеты под открытым небом и прочие аттракционы современности.
С августа 2016 года по апрель 2021 года Елагин дворец был закрыт на проведение масштабных реставрационных работ, но фактически поэтапная реставрация продолжалась 20 лет — с начала XXI века. Впервые в истории музея по описям 1826 года и акварели художника Максима Воробьёва 1821 года воссоздан исторический кабинет Александра I на втором этаже, где помимо росписи, воссозданы камин, каминное зеркало, декоративное убранство окон, штоф ручной набойки, которым обиты стены. Также впервые воссозданы исторические интерьеры домовой церкви Николая Чудотворца на третьем этаже здания, в частности, при расчистке плафонов воссоздан декор 16 полуколонн из искусственного мрамора. Во дворце возобновляются различные выставки и театрализованные экскурсии.

## В культуре
- В самом начале фильма «Небесный тихоход» (1945) можно увидеть разрушенный Елагин дворец — так он выглядел в 1945 году до начала всех восстановительных работ.
- В телеоперетте «Летучая мышь» (1978) гости расходятся, станцовывая по пандусу этого дворца.
- Этот дворец был запечатлён в сценах короткометражного музыкального телефильма «Грустить не надо» (1985).
- В сериале «Мастер и Маргарита» (2005) дворец показан под видом психиатрической клиники профессора Стравинского, где содержатся Иван Бездомный и Мастер.
- В сериале «Курт Сеит и Александра» (2014) дворец показан как имение Боринских.
- В фильме «Майор Гром: Чумной Доктор» (2021) дворец показан как особняк Кирилла Гречкина.
- На обложке альбома Акустика группы Аквариум изображен Елагин дворец.